# Коханов, Валентин Дмитриевич
Валентин Дмитриевич Коханов (10 июня 1934, Красногоровка, Сталинская область, УССР, СССР — 24 мая 2017) — советский и российский орнитолог и популяризатор науки.

## Биография
С 1957 года и до конца своих дней работал в Кандалакшском заповеднике. В 1967 он окончил биологический факультет Ленинградского государственного педагогического университета им. А. И. Герцена. Опубликовал более сотни научных и научно-популярных работ. Обладал редким талантом находить птичьи гнёзда. Изучал гнездовую биологию клестов, кукши, интересовался редкими и малоизученными видами птиц. Внёс вклад в составление сводок пернатых Мурманской области. Находясь в отпусках на родном Донбассе, исследовал и местную орнитофауну, уже на пенсии (с 1996) продолжал делить свои научные изыскания между двумя регионами — Донбассом и Кандалакшей с её заповедными островами.
Многое сделал В. Д. Коханов и для популяризации науки. Он читал лекции для населения, стал автором двух научно-популярных книг: «Певцы зимнего леса» (1976) и «От весны до весны» (1997). Входил в общество «Знание».

## Публикации
Автор множества публикаций, в том числе.

### Статьи
- Коханов В.Д., Скокова Н.Н. Фауна птиц Айновых островов // Труды Кандалакшского государственного заповедника. М.: Лесная промышленность. 1967. Вып. 5. С. 185-267.
- Карпович В.Н., Коханов В.Д. Фауна птиц острова Вайгач и северо-востока Югорского полуострова // Тр. Кандалакшского заповедника. 1967. Т. 5. С. 268-338.
- Калякин В.Н.  К фауне куликов Югорского полуострова и о-ва Вайгач // Орнитология. 1988. 23. С. 210-211
- Коханов В.Д. Обзор изменений, отмеченных в орнитофауне Мурманской области за последнее столетие.// Проблемы изучения и охраны природы Прибеломорья. Мурманск, 1987.
- Бианки В.В., Коханов В.Д., Корякин А.С., Краснов Ю.В., Панева Т.Д., Татаринкова И.П., Чемякин Р.Г., Шкляревич Ф.Н., Шутова Е.В. Птицы Кольско-Беломорского региона. ― Русский орнитологический журнал, 1993. № 2 (4). С. 491–586.
- Коханов В. Д. Влияние особенностей гнездования куликов на сроки и характер их осенних миграций // Зоологический журнал, 1965. Т. 44. № 5. С. 784-786.
- Бианки В. В., Бойко Н. С, Коханов В. Д., Татарникова И. П. Об экологии серой вороны (Corvus cornis L.) на островах и побережье Белого и Баренцева морей // Зоологический журнал, 1967. Т. 46. № 8. С. 1269-1270.

### Книги
- Коханов, В. Д. Певцы зимнего леса. Мурманск : Кн. изд-во, 1976. — 69 с.
- Коханов В. Д. От весны до весны. — Мурманск, 1997. — 191 с. — 1000 экз.